# Bravo☆Bravo
Bravo☆Bravo(브라보☆브라보)는 Buono!의 통산 9번째 싱글이다. 2009년 12월 16일 발매했다. 유통사는 포니 캐년이다.

## 개요
- 첫회 한정반은 CD와 DVD, 통상반은 CD로 구성되어있다. 첫회 한정반과 첫회 생산분의 통상반에는 이벤트 참가 추첨 일련 번호 카드와 Buono! 오리지널 트레이딩 카드가 들어있다.
- 「-Winter Story-」는 Buono! 처음이 되는 크리스마스 넘버.
- 센터는 스즈키 아이리 → 나츠야키 미야비 → 츠구나가 모모코 → 스즈키 아이리의 차례로 로테이션 하고 있다.
- 「Buono! 퍼스트 라이브 투어 2009 ~Winter 축제!~」 도쿄후생연금회관에서 판매한 CD 구입자에게 멤버 직필 싸인들이 포스터 선물이 맞는 추첨회를 실시.

## 수록곡
1. Bravo☆Bravo
(작사：미우라 요시코　작곡：층쿠♂　편곡：니시카와 스스무)
《캐릭캐릭 체인지》의 닫는 곡(2009년 10월~12월).
2. -Winter Story-
(작사：카와카미 나츠키　작곡：AKIRASTAR　편곡：AKIRASTAR・이노우에 신지로우)
3. Bravo☆Bravo (Instrumental)
4. -Winter Story- (Instrumental)